# (5967) Edithlevy
(5967) Edithlevy est un astéroïde de la ceinture principale, de la famille de Hungaria.

## Description
(5967) Edithlevy est un astéroïde de la ceinture principale, de la famille de Hungaria. Il présente une orbite caractérisée par un demi-grand axe de 1,94 UA, une excentricité de 0,06 et une inclinaison de 24,1° par rapport à l'écliptique.

## Compléments